# 田中森一
田中 森一（たなか もりかず、1943年（昭和18年）6月8日 - 2014年（平成26年）11月22日）は、日本の検察官、弁護士（1988年2月 弁護士登録〈大阪弁護士会〉、2008年1月に禁錮以上の刑の確定により法曹資格喪失）。　
長崎県平戸市（現）出身。生家は貧しく、苦学の末に岡山大学法文学部在学中に司法試験に一発合格し、検察官となった。
上司の土肥孝治（後に検事総長）から検事としての捜査能力を評価され、出世コースである大阪地検特捜部検事、東京地検特捜部検事を歴任し、「特捜のエース」と謳われて数々の汚職事件を担当した。
1987年（昭和62年）のバブル景気絶頂期に弁護士へ転身。山口組などの暴力団幹部や仕手筋、総会屋など、いわゆる裏社会の人間の顧問弁護士を多く務めたほか、許永中や中岡信栄などの裏社会の人物との親交も深く、「闇社会の守護神」、「闇社会の代理人」などと呼ばれていた。また山口敏夫をはじめとする政治家との関係も深かった。検察時代から「ヤメ検」弁護士時代の経験をつづった『反転 闇社会の守護神と呼ばれて』など複数の著書があり、同書はベストセラーとなった。
石橋産業事件での実刑判決（懲役3年）の確定により、2008年（平成20年）4月1日付で滋賀刑務所に収監された。服役中の2010年2月、別件についての実刑判決（同じく懲役3年）が確定し、刑期が加算された（懲役6年）。
収監から4年後の2012年に仮釈放となったが、2014年に病死した。71歳没。

## 経歴

### 出生から学生時代まで
太平洋戦争さなかの1943年（昭和18年）6月8日、長崎県・平戸島南端の船越村で出生。
田中の出生時に兵役に就いていた父は、1945年の終戦を内地で迎え、直後に五体満足で復員できた。しかし生家（半農半漁）は貧しく、稀に見る勤勉な父をもってしても、7人の子供（田中を含む）のうち、特に勉強が出来た長男の田中のみを、平戸島内の長崎県立猶興館高等学校津吉分校（定時制・4年課程）に進学させるのが限度だった。
一切の仕送りを得られない田中は、和歌山県の篤志家の書生を経て、一浪で岡山大学法文学部に進み、在学中の1968年に25歳で司法試験一発合格を果たした。

### 検事として
1971年検事任官。もともとは裁判官志望だったが、司法修習生期間中、左寄りの団体と見られていた青年法律家協会と関係していたのではないかと疑われたために裁判官に任官できず、検事に任官した。
検事在任中、阪大ワープロ汚職事件、撚糸工連事件、平和相互銀行事件、山一證券と総会屋による三菱重工転換社債事件、苅田町長公金横領事件などを担当した。平和相銀事件以降、自民党を含めた国会議員の逮捕を視野に入れた捜査を行っていたが検察上層部の政治的配慮によって事件そのものが潰され続けたこともあり、退官を決意する。

### 弁護士として
1987年12月検事退官、弁護士となる。その後、山口組若頭・宅見勝、「アイチ」森下安道、「イトマン」元常務・伊藤寿永光、「コスモポリタン」池田保次などの顧問弁護士を務めた。許永中とも懇意だった（ただし、許の顧問弁護士に就任したことはない）。2000年3月石橋産業事件で逮捕される。
2002年6月29日石橋事件で許らと共謀して手形をだまし取ったとして東京地裁で懲役4年の実刑判決を受け、控訴。同判決は「（田中が）元特捜部検事の弁護士という肩書を利用した。田中なくして詐欺事件は不可能だった」とした。2006年1月31日石橋産業事件で東京高裁で懲役3年の実刑判決を受け、最高裁判所へ上告。
2007年12月1日奨学財団設立へ向けて「田中森一塾」を設立。推薦人には塩川正十郎（元財務大臣・東洋大学総長）や田原総一朗が名を連ねる。
2008年2月12日石橋産業事件で最高裁第一小法廷（横尾和子裁判長）が田中の上告を棄却する決定。同決定に対する異議申立て（刑訴法414条、386条2項、385条2項）も同月28日棄却されたことにより、2審の東京高裁判決が確定（懲役3年）。弁護士資格を喪失する。3月9日 報道によると、自らがオーナーとなっている地理情報会社が出資者と金銭トラブルとなっていることが判明した。3月31日東京高検により、東京拘置所に収監される。収監中、4月7日、刑事事件の相談者から9,000万円を詐取した詐欺容疑で逮捕される。
石橋産業事件で服役中、2010年1月22日、9,000万円詐取の件により、大阪高裁で懲役3年の実刑判決を受ける。上告せず、2月6日に刑が確定。2008年3月の収監期間に加算される。2012年11月22日滋賀刑務所から仮釈放。
2014年11月22日に胃がんの治療で入院していた東京都内の病院で死去した。71歳没。

## 人物像
弁護士時代には、7億円近くする豪華ヘリコプターを保有していた。田中森一によると｢検事をやめ大阪で弁護士事務所を開業した私には、おもしろいように顧問先が集まり、それに応じて、収入がうなぎのぼりに増えた。そうして、節税のために七億円のヘリコプターを買った。高校の四〇周年記念を口実にしてわざわざヘリに乗って生まれ故郷の平戸へ帰ったのである。なぜそんな大仰なことをして、故郷に帰ったのか、今になってみると、顔から火が出るほど恥ずかしい。でも、あのころは有頂天になっていた。とにかく気分がよかった。ヘリコプターの管理会社の担当者によると、なんでも買ったヘリは西武グループの総帥堤義明氏のものと同じタイプで、日本に二機しかない代物だと聞かされた」という。

## 著書
- 『反転 闇社会の守護神と呼ばれて』（幻冬舎、 2007年6月）ISBN 9784344013438
- 『必要悪 バブル、官僚、裏社会に生きる』（宮崎学との共著 扶桑社、 2007年11月）ISBN 9784594055233
- 『検察を支配する「悪魔」』（田原総一朗との共著 講談社、 2007年12月）ISBN 9784062144537
- 『バブル』（夏原武との共著 宝島社、 2007年12月）ISBN 9784796661379
- 『どん底の流儀』（元日本共産党幹部・筆坂秀世との共著 情報センター出版局、2008年2月）ISBN 9784795836037
- 『正義の正体』（佐藤優との共著 集英社インターナショナル、 2008年3月）ISBN 9784797671742
- 『「成り上がり」の人間学』（イースト・プレス、2008年6月）ISBN 9784872579512
- 『塀のウチでもソトでも しゃあない男ら』（講談社、 2008年10月）ISBN 9784062149457
- 『遺言　闇社会の守護神と呼ばれた男、その懺悔と雪辱』（双葉社、2014年9月20日）

## 関連書
- 魚住昭 『特捜検察の闇』（文藝春秋、2001年5月）、ISBN 4163574409（文春文庫: 2003年5月）ISBN 4167656655
- 寺尾文孝『闇の盾 政界・警察・芸能界の守り神と呼ばれた男』（第6章 バブル紳士たちの宴 「闇社会の守護神」と言われた弁護士）講談社、2021年6月2日。ISBN 4065238781